# Lucius Iulius Titus Statilius Severus
Lucius Iulius Titus Statilius Severus war ein im 2. Jahrhundert n. Chr. lebender römischer Politiker. In einer Inschrift wird sein Name als Lucius Iulius Severus angegeben.
Durch eine Inschrift, die auf den 11. Dezember 155 datiert wird, ist belegt, dass Iulius Severus 155 zusammen mit einem Severus Suffektkonsul war; dieser Severus wurde von Géza Alföldy mit Decimus Rupilius Severus identifiziert. Die beiden Konsuln übten dieses Amt bis Ende des Jahres aus. Weitere Inschriften belegen, dass er um 159/160 Statthalter (Legatus Augusti pro praetore) der Provinz Moesia inferior war.